# Capela de Sansevero
A Capela de Sansevero (também conhecida como Capela Sansevero de' Sangri ou Pietatella) é uma capela localizada na Via Francesco de Sanctis 19, a noroeste da igreja de San Domenico Maggiore, no centro histórico de Nápoles, Itália. A capela é mais apropriadamente denominada Capela de Santa Maria della Pietà ou Pietatella e abriga trabalhos artísticos da autoria de alguns dos principais artistas italiano do século XVIII.

## História
Sua origem remonta os anos de 1590 quando Giovanne Francesco di Sangro, Duque de Torremaggiore, depois de ser acometido por uma séria doença, teve uma capela construída naquele que era então um jardim das redondezas do palácio da família Sansevero. A construção foi convertida em uma capela de sepultura familiar por Alessandro di Sangro, in 1613 (como inscrito no plinto de mármore sobre a entrada da capela). A forma definitiva foi dada à construção por Raimondo di Sangro, príncipe de Sansevero, que também incluiu símbolos da Maçonaria em sua reconstrução.
Até 1888 uma passagem conectava o Palácio Sansevero à capela, que recebeu seu nome alternativo de Pietatella de uma pintura da Virgem Maria (La Pietà) manchada por um prisioneiro injustamente preso, como reportado no livro "Napoli Sacra" de Cesare d' Engenio Caracciolo, em 1623.  Quando construída, a capela era originalmente dedicada a Santa Maria della Pietà.

## Obras de arte
A capela abriga quase trinta obras de arte, dentre as quais estão três esculturas peculiares. Essas estátuas são emblemáticas do amor pela decoração no barroco tardio e foram esculpidas em mármore, no todo ou em parte, como concebido por Raimondo. Raimondo também participou do design das obras de arte da capela. A “Verdade sob Veú” (“Pudizia”, também chamada “Modéstia” ou “Castidade”) foi concluída por Antonio Corradini em 1750 como um monumento as um monumento de túmulo dedicado a Cecilia Gaetani dell'Aquila d'Aragona, mãe de Raimondo. A Mortalha do Cristo sob véu” (também chamada de Cristo sob Véu) mostra a influência da técnica de construção do véu em mármore desenvolvida por Corradini e foi completada em 1753 por Giuseppe Sanmartino.  A obra Decepção Revelada (Disinganno) de Francesco Queirolo de Genoa representa um monumento ao pai de Raimondo.
O teto Glória do Paraíso, foi pintado por Francesco Maria Russo em 1749. O piso original (boa parte do atual data de 1901) era em preto e branco (acredita-se para simbolizar o bem e o mal) em um design de labirinto (um símbolo maçônico para “iniciação”).
No porão há uma pintura do artista romano Giuseppe Pesce, Madonna con Bambino, datada em torno de 1750 e pintada em tinta a base de cera de invenção do próprio. O príncipe apresentou essa pintura a seu amigo Carlos III da Espanha, rei de Nápolis.

## Lista das obras de arte da capela com seu respectivo artista
1. Monumento para Cecco di Sangro, Francesco Celebrano;
2. Monumento para Giovan Francesco Paolo di Sangro, Antonio Corradini;
3. O decoro, Antonio Corradini;
4. Monumento para Paolo di Sangro, Bernardino Landini – Giulio Mencaglia;
5. La liberalità, Francesco Queirolo;
6. Monumento para o Duque Giovan Francesco Paolo di Sangro, Giacomo Lazzari;
7. O zelo pela religião, Fortunato Onelli;
8. Pintura de Raimondo di Sangro, Carlo Amalfi;
9. La soavità del giogo maritale, Paolo Persico;
10. Altar para Santa Rosalia, Francesco Queirolo;
11. Verdade sob Véu (Pudicizia), Antonio Corradini;
12. Monumento para Alessandro di Sangro, artista desconhecido do século XVIII;
13. Anjo, Paolo Persico;
14. Altar (La Deposizione), Francesco Celebrano and La Pietà (pintura de artista desconhecido do século 17);
15. Coretto;
16. Decepção Revelada (Il Disinganno), Francesco Queirolo;
17. Altar para Santo Odorisio, Francesco Queirolo;
18. A Sinceridade, Francesco Queirolo;
19. Monumento para Raimondo di Sangro, Francesco Maria Russo;
20. Porão com modelos anatômicos e pinturas de Giuseppe Pesce;
21. Il Dominio di sé stessi, Francesco Celebrano;
22. Monumento para Paolo di Sangro, Antonio Corradini;
23. L'Educazione, Francesco Queirolo;
24. Monumento para Paolo di Sangro, Giorgio Marmorano - Giacomo Lazzari;
25. Amor Divino, artista desconhecido do século XIX;
26. Monumento para Giovan Francesco di Sangro, Francesco Celebrano;
27. Cristo sob Véu, iniciada por Antonio Corradini e concluída por Giuseppe Sanmartino.

## Exposição Anatômica
A capela também apresenta, em seu porão, duas peças do que por muito tempo se pensou ser exemplos de plastinação. Essas máquinas anatômicas (macchine anatomiche) eram tidas como amostras do processo de metalização humana (metallizzazione umana) sendo implementada pelo anatomista Giuseppe Salerno por volta de 1760, por solicitação de Raimondo di Sangro. A exposição consiste de um homem adulto e uma mulher grávida. Seus esqueletos estão encaixados nas artérias e veias endurecidas e coloridas em vermelho e azul, respectivamente. Durante algum tempo no passado, historiadores supuseram que os cadáveres poderiam ter sido criados através da injeção de substâncias endurecidas diretamente nas veias de indivíduos vivos. Contudo, análises recentes demostraram que não há evidência de técnicas que envolvam injeção de substâncias. A análise dos "vasos sanguíneos" indica que eles foram manufaturados com cera de abelha, fios de metal e seda.